# Mangora bemberg
Mangora bemberg là một loài nhện trong họ Araneidae.
Loài này thuộc chi Mangora. Mangora bemberg được Herbert Walter Levi miêu tả năm 2007.